# Rumuni

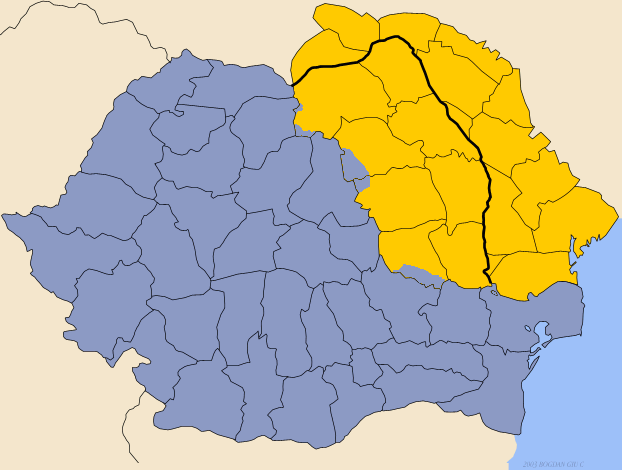
Rumuni i Mołdawianie

Rumuni (rum. români, dawniej rumâni) – liczący ok. 23,8 mln osób naród wschodnioromański zamieszkujący przede wszystkim Rumunię. W większości posługują się językiem rumuńskim. Duża diaspora, głównie w Hiszpanii, USA i we Włoszech.
W samej Rumunii do Rumunów zalicza się często Mołdawian (żyjących głównie w Mołdawii oraz na Ukrainie, w Rosji i Kazachstanie) oraz Wołochów (z Serbii, Bułgarii i Grecji).

## Nazwa
Nazwa Rumuni oznacza „Rzymianie”, „obywatele Rzymu”, dosłownie „pochodzący od Romulusa”. Nazwa ta została wprowadzona w XVIII wieku przez greckokatolickich duchownych z tzw. szkoły siedmiogrodzkiej. Do tej pory Rumunów nazywano Wołochami, a obywateli Mołdawii także Mołdawianami. Teoria o rzymskim pochodzeniu Wołochów istniała już w XV wieku, o czym świadczą prace węgierskiego historyka Nicolausa Olahusa. W 1521 r. w liście bojara Neacșu pojawiła się po raz pierwszy nazwa Țeara Rumânească – „ziemia rzymska”, mająca oznaczać jedną z krain historycznych późniejszej Rumunii – Wołoszczyznę (rum. Valahia). Jednak dopiero w XVIII w. teoria Nicolausa Olahusa stała się podstawą rodzącej się rumuńskiej ideologii narodowej, która zdobywała z czasem coraz większą popularność, a wraz z nią zadomowił się termin „Rumuni”.
Dawniej Rumunów żyjących w Siedmiogrodzie nazywano czasem Wołocho-Węgrami, Rumunów z Wołoszczyzny Wołocho-Bułgarami, a Mołdawian Wołocho-Rusinami. Nazwy te wynikały z wpływów kulturowych i politycznych dominujących w regionie mocarstw.

### Polska nazwa
Polska nazwa „Rumuni” pochodzi od dawnej nazwy rumuńskiej rumâni. Sami Rumuni z nazwy tej zrezygnowali w XIX w., na rzecz români, która bardziej przypomina słowo Roma, tzn. „Rzym”. Jeszcze na początku XX wieku w literaturze polskiej Rumunów nazywano Wołochami, a Rumunię – Wołoszczyzną (tak samo jak jeden z regionów historycznych tego kraju).

## Terytorium etniczne
Rumuni (poza samą Rumunią) są ludnością autochtoniczną w Mołdawii, na Ukrainie, Węgrzech, w Bułgarii i Serbii. W przeszłości Rumuni emigrowali najczęściej na Węgry, do Francji, Włoch, Austrii, Niemiec, Grecji i Turcji. Obecnie najwięcej emigrantów wyjeżdża do Hiszpanii, USA, Włoch i Francji.

## Wierzenia
Większość Rumunów wyznaje prawosławie. Tylko ok. 4% z nich deklaruje się jako ateiści, agnostycy lub nie wierzący w Boga.
Największą grupę wyznaniową tworzą chrześcijanie, a wśród nich kolejno: prawosławni, rzymscy katolicy, greko-katolicy, protestanci. Nieliczni Rumuni są także muzułmanami.

## Etnogeneza

### Rumuni a Wołosi
Do XIX wieku Rumuni byli powszechnie nazywani Wołochami. Termin ten pierwotnie odnosił się do romańsko i albańskojęzycznych ludów Europy Południowo-Wschodniej uprawiających gospodarkę wołoską. Później Wołochami zaczęto nazywać konkretne grupy etniczne, w tym Słowian, którzy od „prawdziwych” Wołochów przejęli typ gospodarki. Sami Rumuni do końca XVIII wieku nazywali siebie najczęściej „Vlași” (Wołosi). Nazwa Rumuni stała się popularna w XVIII w. wśród inteligencji wołoskiej i mołdawskiej. Nazwa Rumunii wiązała się z ideologią narodową, według której ludność romańska Bałkanów miałaby żyć w jednym, wspólnym państwie. Stąd Rumunami także nazwano Wołochów istryjskich, tzw. „Istrorumunów” i Wołochów macedońskich, tzw. „Macedorumunów” lub „Arumunów”. Tam, gdzie poprzez edukację, idea narodu rumuńskiego nie dotarła, ludność rumuńskojęzyczna nadal nazywa siebie Wołochami. Sytuacja taka panuje np. w niektórych okolicach Serbii czy bardziej izolowanych wsiach w Banacie rumuńskim.
Za Rumunów uważa się również część Wołochów macedońskich – Arumunów, co jest konsekwencją stuletniej rumunizacji tych grup etnicznych.

### Rumuni a Mołdawianie
Główna część terytorium historycznej Mołdawii znajduje się obecnie w Rumunii. Na obszarze tym tożsamość narodowa Mołdawian niemal zupełnie uległa rumuńskiej, przy czym różnice istniejące między Mołdawianami a Rumunami nie są wyraźne. Wielu ludzi określa siebie (autoidentyfikuje etnicznie) jako Mołdawian i Rumunów jednocześnie. Mołdawianie różnią się od Rumunów tradycją własnej państwowości, bogatszym rosyjskim dziedzictwem kulturowym oraz niektórymi cechami językowymi: akcentem, większą archaicznością gramatyki i słownictwa, oraz większym zasobem słów pochodzenia słowiańskiego. W Mołdawii do 1991 r., a w Naddniestrzu do dzisiaj używa się do zapisywania języka cyrylicy, w Rumunii – alfabetu łacińskiego. Część Mołdawian mówi po rosyjsku i ukraińsku. Mołdawian łączy z Rumunami częściowa etnogeneza, więcej niż 150 lat historii państwowości, język i prawosławie.
Problem uznania Mołdawian za odrębny naród (i zarazem mołdawskiego jako osobnego języka) zwłaszcza w Rumunii i Mołdawii wzbudza wiele emocji. Przed powstaniem Mołdawskiej Autonomicznej Socjalistycznej Republiki Radzieckiej w 1924 r., mołdawska świadomość narodowa niemal całkowicie uległa rumuńskiej ideologii narodowej. Obywatele historycznego obszaru państwa mołdawskiego w znacznej mierze identyfikowali się jako Rumuni. W 1940 r. ZSRR przyłączył do swego terytorium ziemie leżące pomiędzy Dniestrem a Prutem, czyli tzw. Besarabię (z grubsza terytorium dzisiejszej Mołdawii), która była w latach 1918–1919 odłączona od Rosji i wcielona do Rumunii. Władze rumuńskie po tym, jak Besarabia została przyłączona do Rumunii przeprowadzały planową rumunizację zyskanych obszarów. W celu przerwania więzi łączących Besarabię z Rumunią, ZSRR „sztucznie wzbudzał” tożsamość narodową Mołdawian na terenie całego Związku Radzieckiego. Po rozwiązaniu ZSRR w 1991 r. w Rumunii oczekiwano, że Mołdawianie powrócą do rumuńskiej tożsamości narodowej; do tego wszak nie doszło – Rumuni są w dzisiejszej Rep. Mołdawskiej mniejszością narodową (7% 2014), przy czym sami Mołdawianie stanowią 75,1% populacji kraju.

### Rumuni a Słowianie
Do XVIII w. ludność Wołoszczyzny i Mołdawii oraz język rumuński były często identyfikowane jako słowiańskie. Świadczy o tym m.in. pierwszy słownik etymologiczny języka rumuńskiego napisany przez A. Cihaca, w którym autor stwierdza, że rumuński jest językiem słowiańskim.
Rumuni i język rumuński miały w tym czasie charakter kreolski, romańsko-słowiański. Sytuacja uległa zmianie wraz z rumuńskim “odrodzeniem narodowym”, w którym elita w większości wyrzekła się słowiańskich korzeni na rzecz „czysto-rzymskiego” pochodzenia. Rozpoczęto świadomą, długotrwałą romanizację języka rumuńskiego, która polegała na zastępowaniu słów pochodzenia słowiańskiego neologizmami tworzonymi na bazie łaciny, języka włoskiego i francuskiego. To, co w dzisiejszym rumuńskim brzmi tak "romańsko" nie jest zatem antycznym dziedzictwem, tylko nową konstrukcją stworzoną w XIX w. Cyrylicę używaną do tej pory do zapisywania języka rumuńskiego zastąpiono ostatecznie w 1862 r. alfabetem łacińskim. Pod koniec XIX wieku język rumuński był już tak „oczyszczony” według łacińskich, włoskich i francuskich wzorów, że można mówić o nowym konstruowaniu języka.

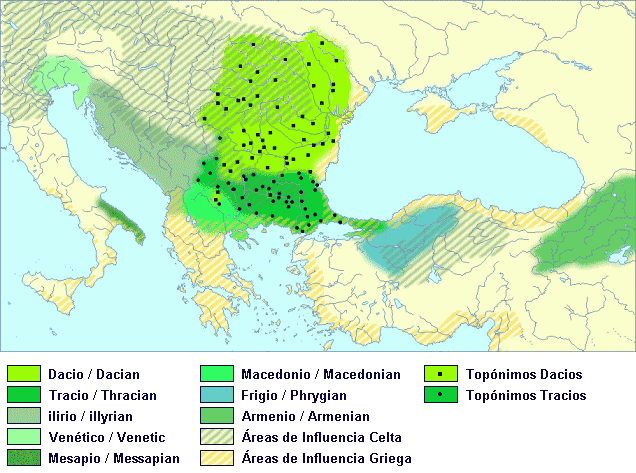
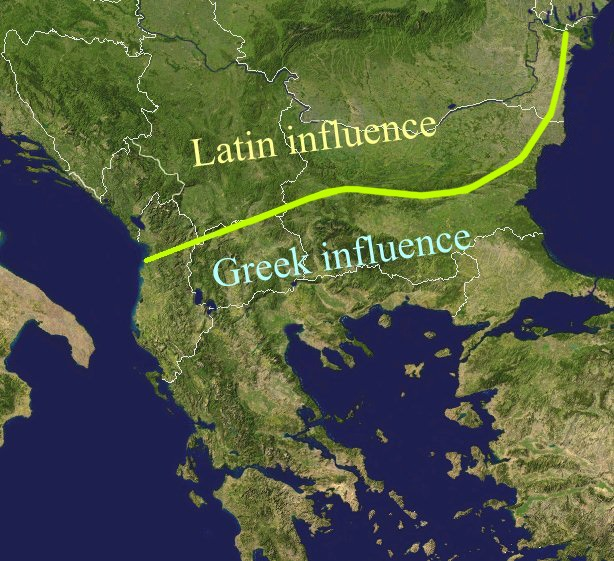
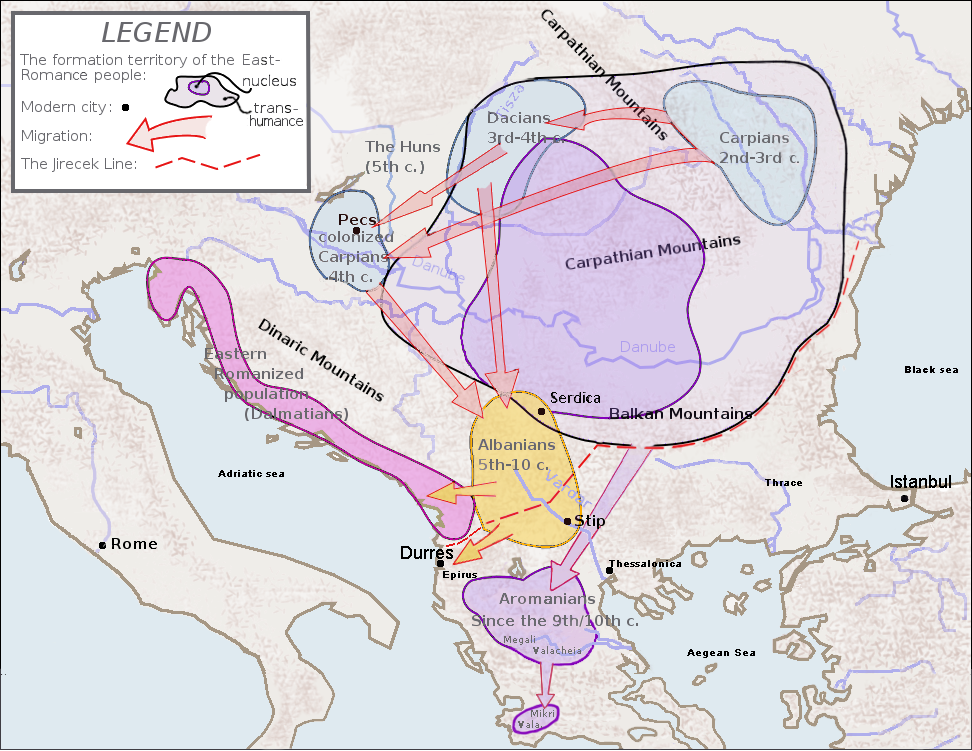
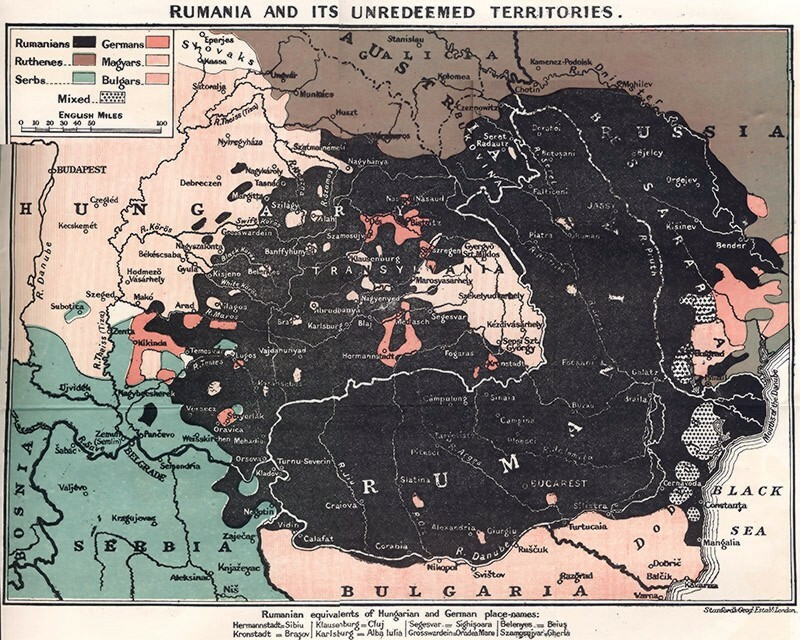
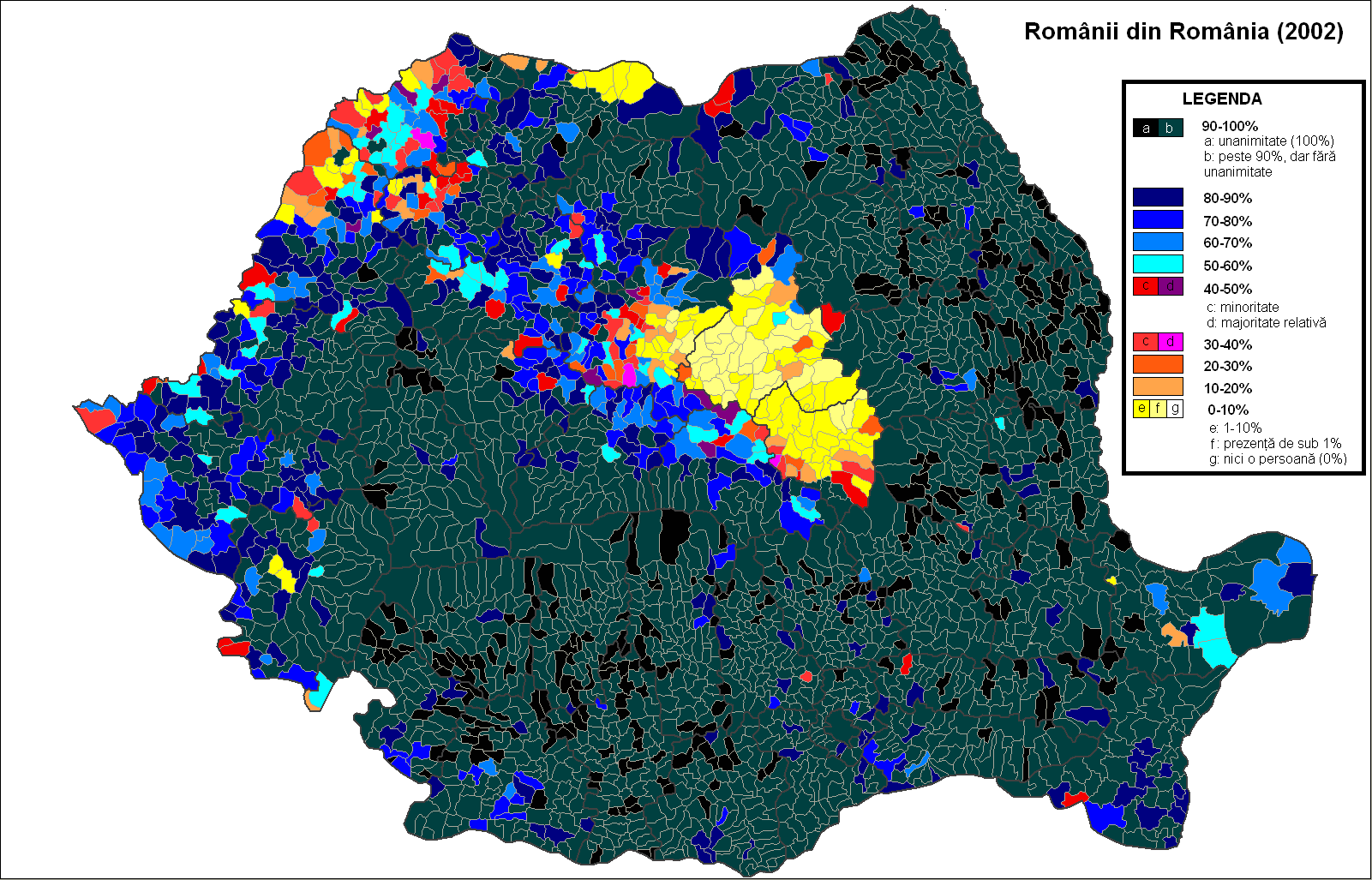
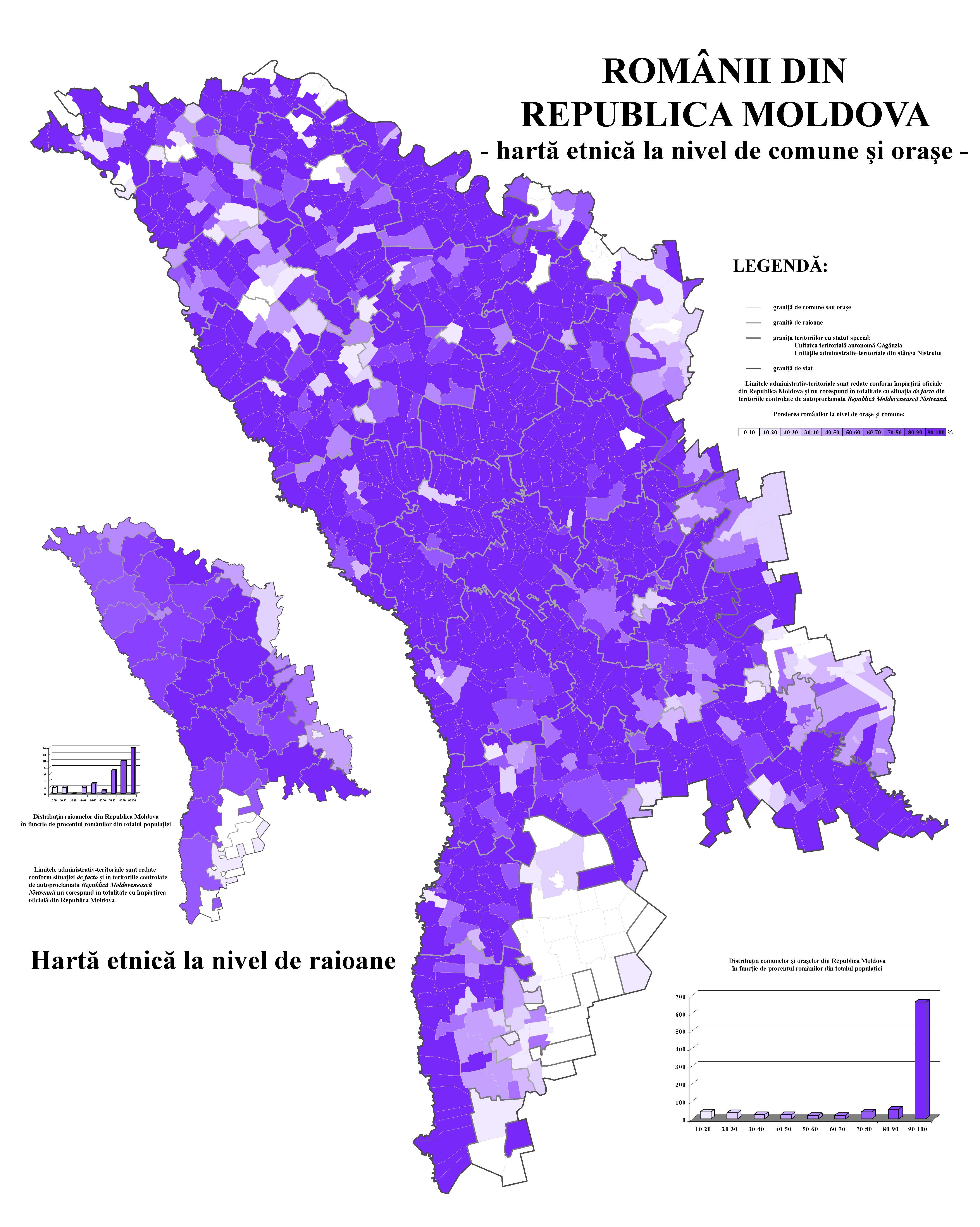
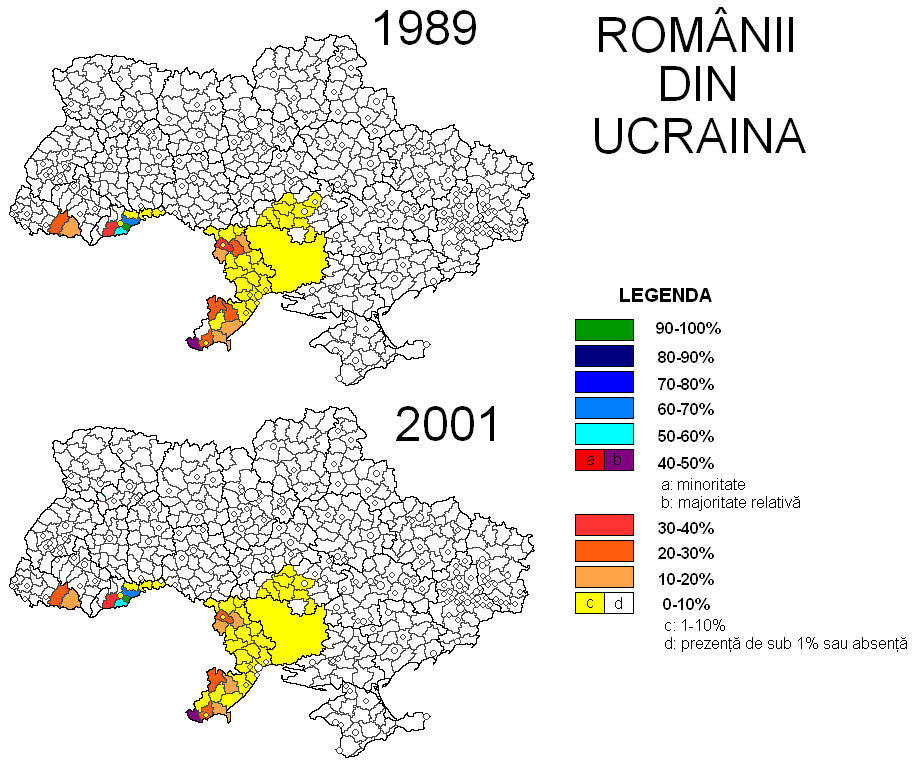
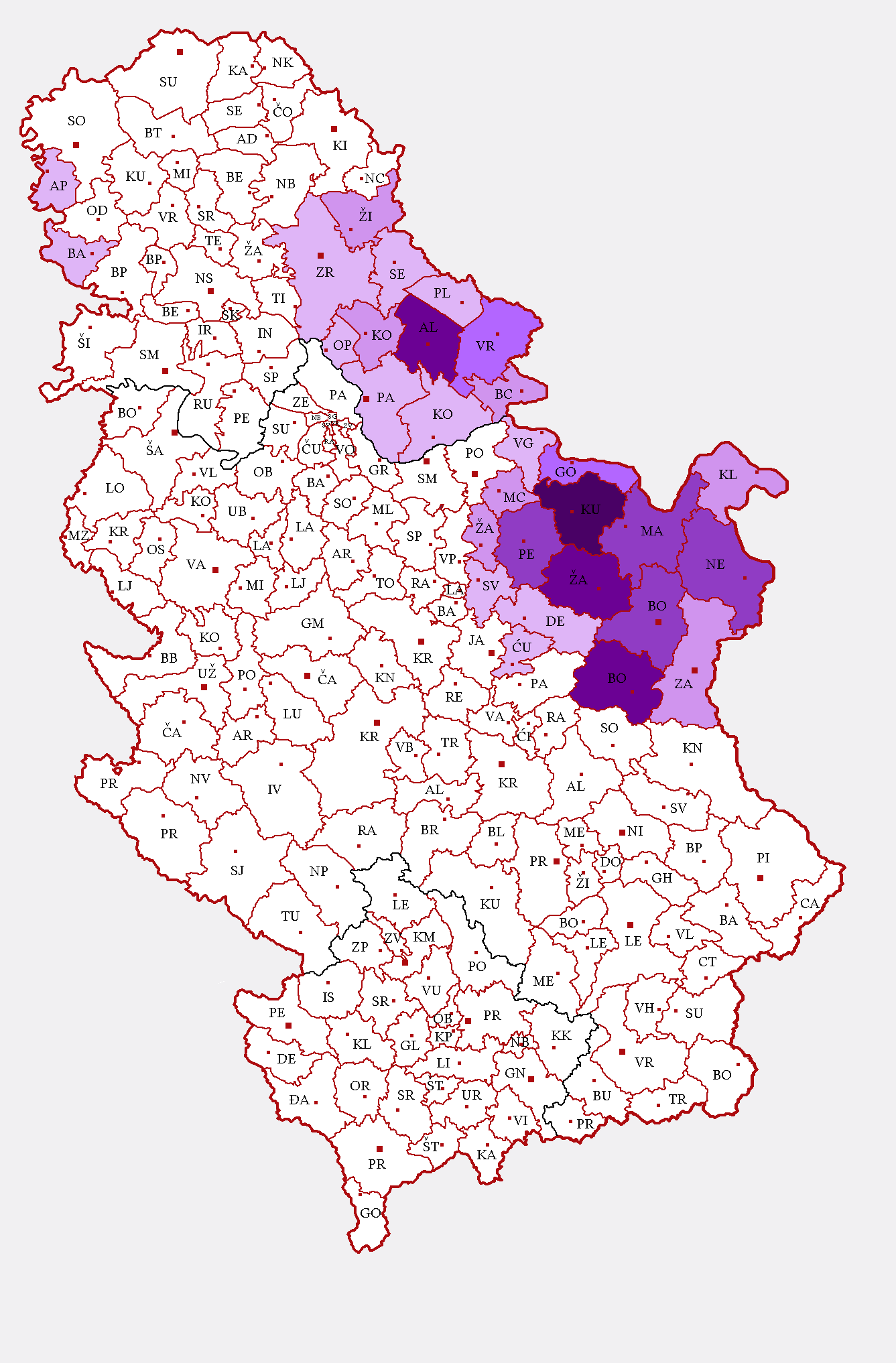